# 5032 Conradhirsh
5032 Conradhirsh è un asteroide della fascia principale. Scoperto nel 1990, presenta un'orbita caratterizzata da un semiasse maggiore pari a 3,0061879 UA e da un'eccentricità di 0,1042653, inclinata di 10,57082° rispetto all'eclittica.